# Barthalos család
A nemes nagymádi Barthalos (Bartalos) család ősi Pozsony vármegyei nemesi család.

## A család származása
A család alapítója Mog vagy Mogh, akit a történeti iratok 1192–1210 közt említenek.

A nagymadi birtokos Máté fiait, Bertalant és Márkust 1353-ban Lajos király dicséretes katonai szolgálatukért kitüntette.

Máté fiának Bertalannak ugyancsak Bertalan nevű fiától leszármazók a csallóközi nagymadon képezik a Mog (Mogh) nemzetség Barthalos ágát, a nagymadi Barthalosokat.

A család tagjai később birtokuk után felveszik a „nagymádi” nemesi előnevet.

## A család címere
Kék alapon zöld síkon szétterpesztett lábakkal álló aranycsizmás, vörösruhás vitéz. Oldalán ezüst kardhüvely, fején vörös kutyanyelves fehér kucsma. A kucsmából három fekete toll áll ki. Jobb kezével ezüst kardot tart, a bal kezét csípőre teszi.

A pajzson arany rostélyos ezüst sisak, rajta ötágú arany nemesi korona.
 
Sisakdísz: a pajzsbeli vitéz térdtől növekedően. Öltözéke, mint a pajzsban. Míg bal kezét csípőre teszi, addig jobb kezében háromágú vörös virágot tart.

Takarók: kék-arany, vörös-ezüst.

## A család leszármazása
1551. május 21-én a nagymadon lakó Barthalos Simon és fiai: Benedek, Péter, János és Máté földet vásároltak a Komárom vármegyei Várbogya vagy Nemesbogya néven ismert helységben. Simon dédunokája János hol Barthalosnak, hol Bogyaynak nevezte magát.

János dédunokája György a Zala vármegyei Sümeg várának kapitánya lett.

Királyi birtok és új címeradományban részesült Zala vármegyében. Fiával Józseffel ősei lettek a Nagymádi és Várbogyai Bogyay családnak.
III. Ferdinánd király megerősítette a család ősi nemességét, és új királyi birtokadományt adományozott a Pozsony vármegyei Nagymád településre Barthalos Gergelynek, Jánosnak, Györgynek, Mátyásnak, Jakabnak, Pálnak, Mihálynak, 1655. június 12-én.

1730-ban Pozsony vármegye nemesi bizonyítványt adott a családnak.

Barthalos Ferenc és István az 1700-as években Szapra költöztek.

1749-ben egy családtag nemességét hirdették ki Veszprém vármegye nemesi közgyűlése előtt. 1752-ben Ferenc Pest vármegyébe költözött, és Pozsony vármegye bizonyítványa alapján kihirdették ott nemességét.
Az 1754/1755. évi országos nemesi összeíráskor a következő Barthalos nevűek igazolták nemességüket:
- Pozsony vármegye: 4 András, 5 János, 7 István, 10 Ferencz, 3 Márton, 3 Imre, Péter, Mátyás, György, 2 József, 3 Gergely, Jakab, 3 Pál, Mihály, László és Gábor
- Győr vármegye: György, István, Márton, Péter
- Komárom vármegye: János, Imre
- Nyitra vármegye: György

1779–1790 közt a Győr vármegyei Ásvány (ma Ásványráró része) településre költözött Barthalos János.
Barthalosok a nemesi összeírásokban a Győr vármegyei Ásvány községben:
- 1790: Barthalos János
- 1798: Barthalos János, és fiai János, József
- 1809: Barthalos János, és fiai Lőrinc, János.
- 1819: Barthalos János, fia János, unokája Ignác, Barthalos László, fia István
- 1832: Barthalos János, László
- 1842 és 1845: Barthalos János, László, István

A család a szétköltözések révén országosan elterjedt. Az Ásványrárón, és környékén élő családtagok napjainkban a Bartalos családnevet viselik.